# Il marito in vacanza
Il marito in vacanza è un film italiano del 1981 diretto da Maurizio Lucidi.

## Trama
In un grande albergo è in corso il congresso del sindacato dei maestri per l'elezione del nuovo presidente. Tra i candidati, la favorita appare la professoressa Corradini, che deve però competere con il professor Liberti, aiutato nella caccia ai voti dalla bella e disponibile moglie. L'arrivo dell'arcivescovo, fratello gemello dell'attuale presidente, ravviva la vicenda.